# Jorge Tobias de Freitas
Jorge Tobias de Freitas (ur. 14 czerwca 1935 w Palmeira dos Indios) – brazylijski duchowny rzymskokatolicki, w latach 1986-2006 biskup Nazaré.

## Życiorys
Święcenia kapłańskie przyjął 10 stycznia 1965. 15 marca 1981 został prekonizowany biskupem Caxias do Maranhão. Sakrę biskupią otrzymał 14 czerwca 1981. 7 listopada 1986 został mianowany biskupem Nazaré. 26 lipca 2006 zrezygnował z urzędu.